# Torna Gris
José Carlos Galicia más conocido por su nombre artístico Torna Gris o Tornagris  (CDMX, 1994) es un ilustrador, viñetista y dibujante mexicano.

## Biografía
Cursó Lengua y Literatura Hispánica en la Facultad de Filosofía y Letras, UNAM
En el 2020 publicó ¿Qué hago aquí? (WITP Media, 2020) su primer libro como autor, al que le siguió en el siguiente año Se te olvidó decirme cómo dejarte de querer (WITP Media, 2021) libro con el que alcanzaría cierta relevancia en redes sociales.
Sus referentes son Quino, Tute, Flavita Banana y Yummy Sakugawa.
Sus viñetas minimalistas, suelen hablar del desamor, del querer, la amistad y de las relaciones interpersonales.
Con una gran carga de sentimentalismo, Torna expone situaciones cotidianas.
El conjunto de sus viñetas y trabajos transmiten un mensaje de esperanza y amor al prójimo.

## Obra
- ¿Qué hago aquí? (WITP Media, 2020).[4]
- Se te olvidó decirme cómo dejarte de querer (WITP Media, 2021).[4]